# Montañas Ceraunias
Las montañas Ceraunias (en albanés: Malet e Vetëtimës, lit. 'montañas del rayo'; en griego: Κεραύνια Όρη, Keravnia ori; en latín: Cerauni Montes), también comúnmente montañas Akroceraunianas (en griego antiguo: Ἀκροκεραύνια; en albanés: Malet Akrokeraune), son una cordillera costera en el suroeste de Albania, dentro del condado de Vlorë. La cordillera se levanta en la orilla noreste del mar Jónico. Se extiende a lo largo de unos 100 km en dirección sureste-noroeste, cerca de Sarandë, a lo largo de la Riviera albanesa, cerca de Orikum. Geológicamente, la península de Karaburun pertenece a la cadena montañosa que forma los montes Akroceraunianos orientales. Las montañas tienen una longitud de unos 24 km y una anchura de entre 4 y 7 km.
El pico más alto es Maja e Çikës, con una altura de 2044 metros. El paso de Llogara (1.027 metros) divide las montañas en una parte occidental y las montañas Akroceraunian dentro de la península de Karaburun.

## Nombre
El nombre Ceraunias deriva del griego antiguo Κεραύνια ὄρη, que significa «montes de los rayos» e ilustra el mal tiempo y el peligro que encontraban allí los marinos y viajeros antiguos.

## Historia
La montañas Ceraunias se encuentra en la parte más septentrional de la región histórica y geográfica más amplia de Epiro. Según la mitología griega, los Abantes de Eubea que se habían unido previamente al ejército de la Antigua Grecia en la Guerra de Troya se establecieron en las montañas Ceraunias. Más tarde fueron expulsados por las fuerzas de la antigua ciudad-estado griega de Apolonia.
Las montañas Ceraunias han sido descritas por escritores antiguos como Ptolomeo, Estrabón y Pausanias. En consecuencia, las montañas todavía se conocen con su nombre clásico. Julio César pisó por primera vez el paso de Llogara y descansó su legión en Palasë, en la costa jónica, durante su persecución de Pompeyo.

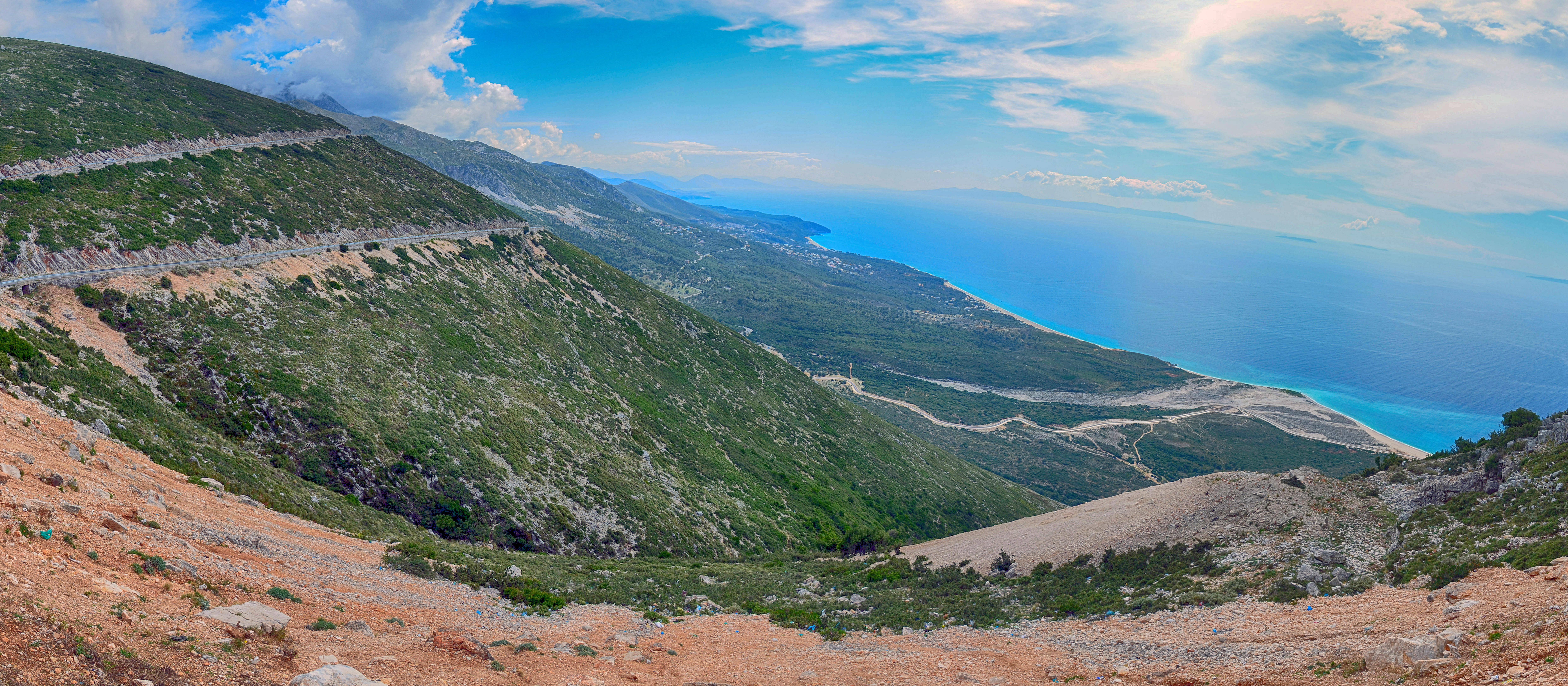
La costa del Himara vista desde el puerto de Llogar
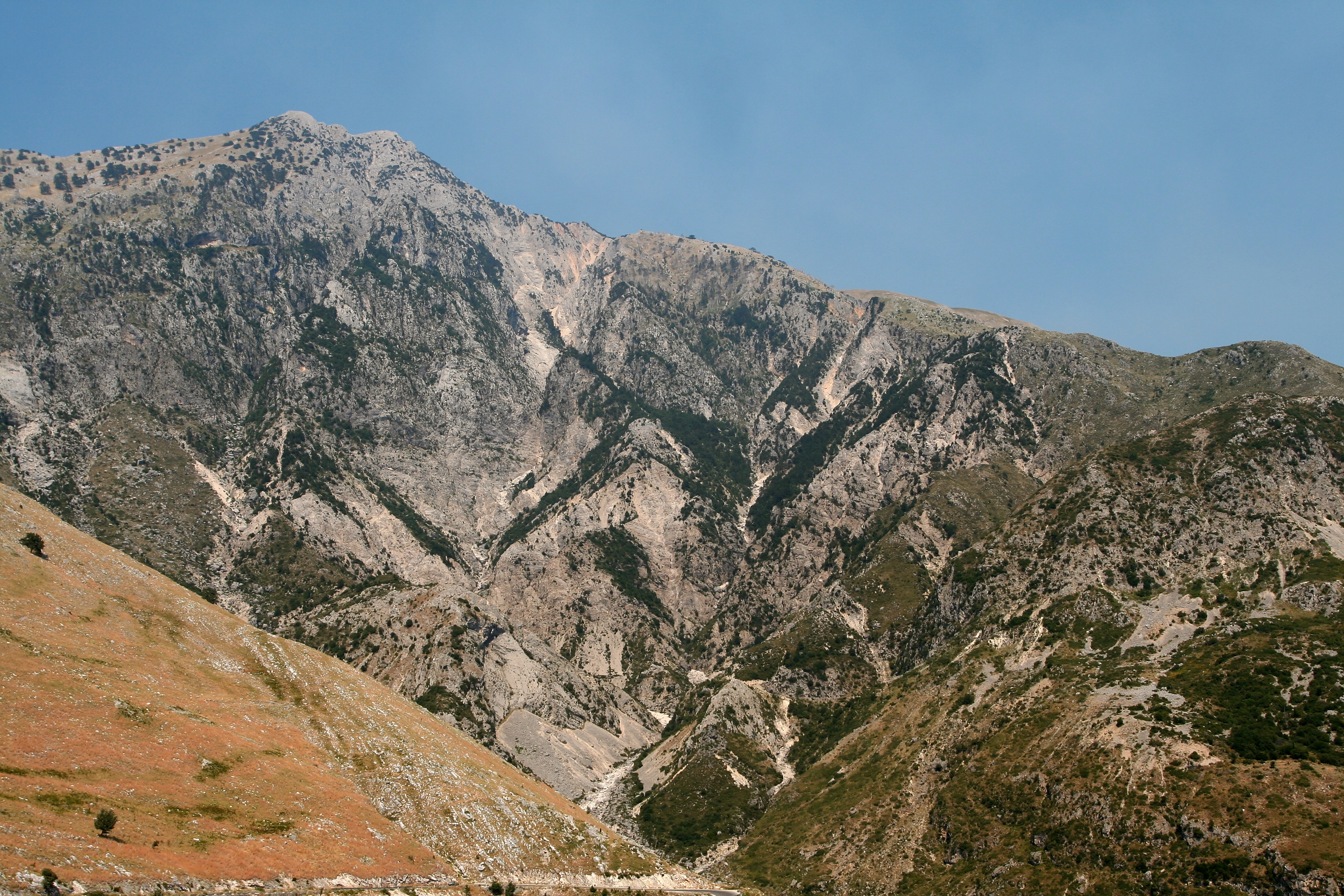
Maja e Çikës
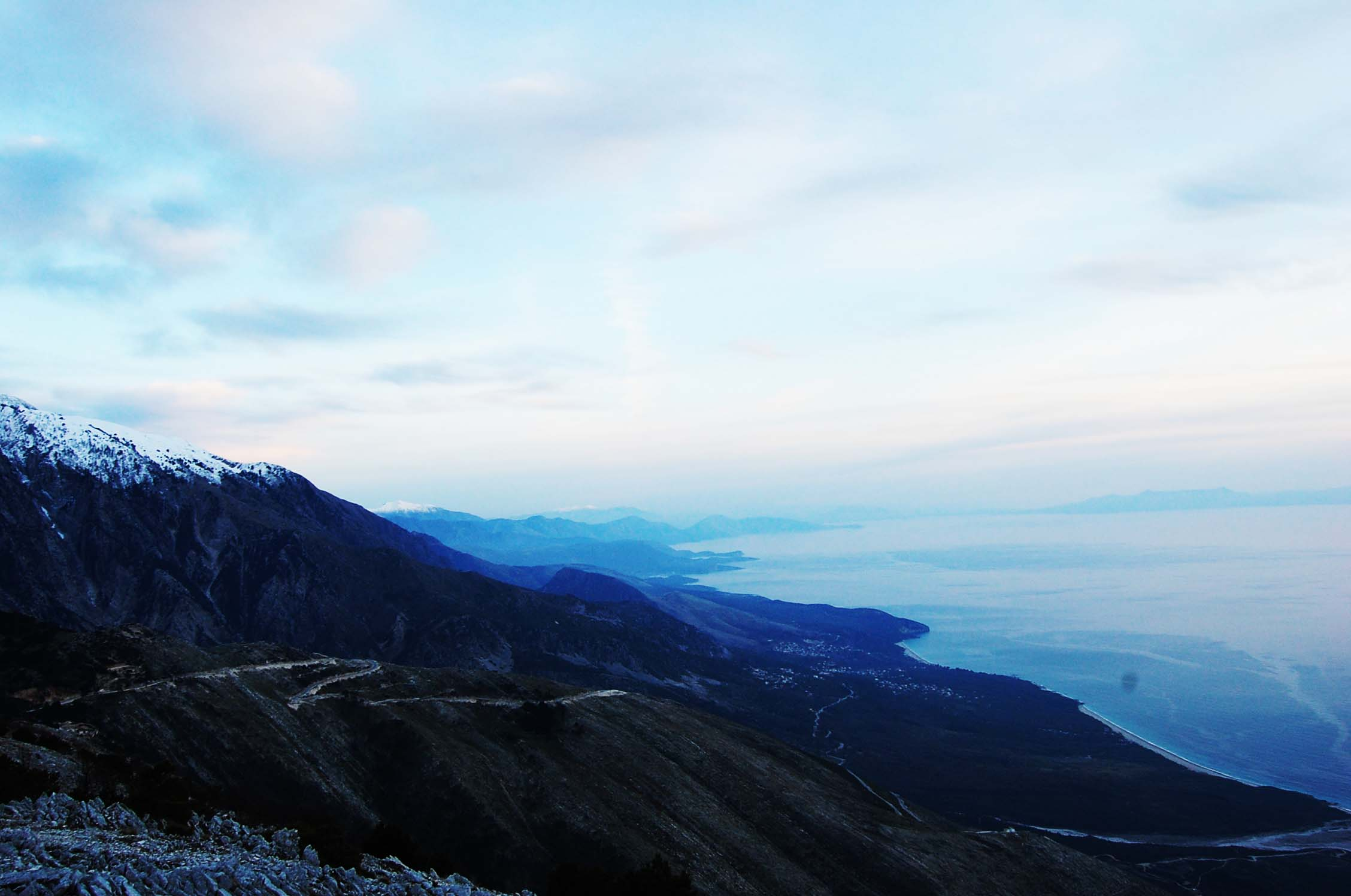
Vista desde Maja e Çikës